# Tuffi ai VI Giochi panamericani
Le competizioni di tuffi ai VI Giochi panamericani si sono svolte a Cali, in Colombia, dal 30 luglio al 13 agosto 1971.

## Risultati

### Uomini
| Evento                     | Oro            | Perform. | Argento       | Perform. | Bronzo        | Perform. |
| Trampolino 3m (dettagli)   | Mike Finneran  |          | Craig Lincoln |          | José Robinson |          |
| Piattaforma 10m (dettagli) | Richard Earley |          | Richard Rydze |          | Diego Henao   |          |

### Donne
| Evento                     | Oro                  | Perform. | Argento      | Perform. | Bronzo         | Perform. |
| Trampolino 3m (dettagli)   | Elizabeth Carruthers |          | Micki King   |          | Beverly Boys   |          |
| Piattaforma 10m (dettagli) | Nancy Robertson      |          | Beverly Boys |          | Deborah Lipman |          |

## Medagliere
| Posizione | Nazione     | Oro | Argento | Bronzo | Totale |
| --------- | ----------- | --- | ------- | ------ | ------ |
| 1         | Stati Uniti | 2   | 3       | 1      | 6      |
| 2         | Canada      | 2   | 1       | 1      | 4      |
| 3         | Colombia    | 0   | 0       | 1      | 1      |
| 3         | Messico     | 0   | 0       | 1      | 1      |
| Totale    | Totale      | 4   | 4       | 4      | 12     |